# MVFS
MVFS (Multi-Version File System) är ett filsystem som används i IBM Rational ClearCase. ClearCase är ett versionshanteringssystem som ger omedelbar och transparent åtkomst till information i dess versionsdatabas genom dynamiska vyer. MVFS är filsystemet som denna åtkomst är implementerad i.